# 天主教阿亞庫喬總教區
天主教阿亞庫喬總教區（拉丁語：Dioecesis Ayacuquensis）是秘魯一個羅馬天主教教省總教區，下轄五個教區，是該國兩個總教區之一。
1609年7月20日教區，1966年6月30日升為總教區。
總教區包括阿亞庫喬大區南部。2006年有教友297,000人（佔轄區總人口58.1%）、廿四個堂區、四十六名司鐸。現任總主教為萨尔瓦多·皮内罗·格拉齐亚斯-卡尔德龙。